# Kalaswala
Kalaswala é uma cidade do Paquistão localizada na província de Punjab.